# Paketiban
Paketiban is een bestuurslaag in het regentschap Tegal van de provincie Midden-Java, Indonesië. Paketiban telt 2602 inwoners (volkstelling 2010).